# Te Wheke-a-Muturangi

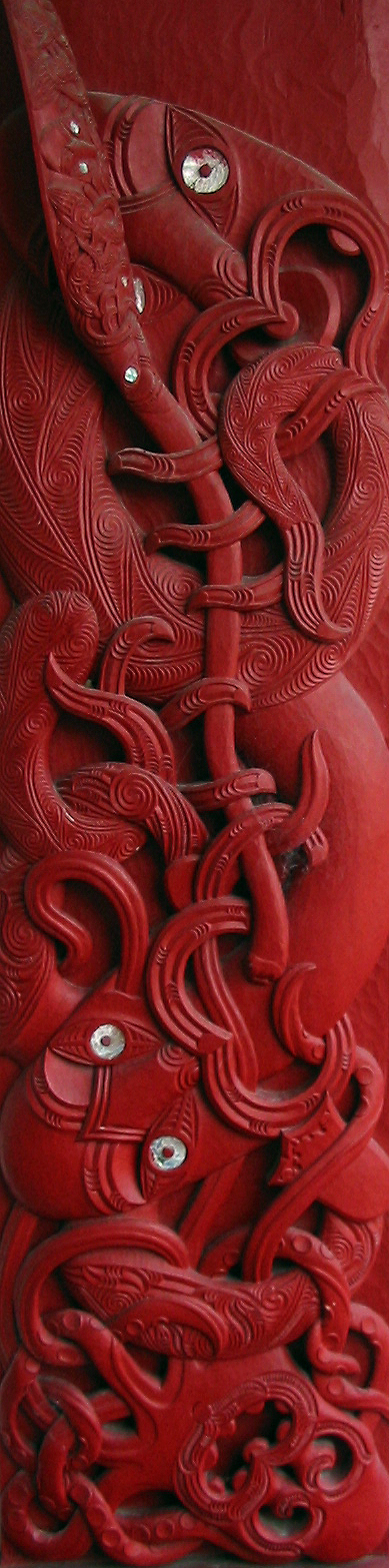
Le combat de Kupe et de Te Wheke-a-Muturangi.

Te Wheke-a-Muturangi, dans la mythologie maorie, est une pieuvre géante. Sa légende est indissociable de celle du mythique héros navigateur Kupe. Elle explique notamment la formation d'une partie du trait de côte de l'Île du Sud, et notamment celle des Marlborough Sounds. Dans le récit du peuple maori, elle est aussi, incidemment, la cause de l'arrivée des Maoris en Nouvelle-Zélande.

## Le combat de Kupe et Te Wheke
La pieuvre géante est une actrice majeure du mythe de Kupe, mythique navigateur maori. Ce dernier vivait alors avec sa tribu à Hawaiki ; la pêche rapportait peu, car les pieuvres se saisissaient perpétuellement dans les filets des poissons récoltés. La principale spoliatrice  était Te Wheke, qui était l'animal de compagnie d'un nommée Muturangi. Kupe consulta un tohunga qui lui affirma que la seule manière que la pêche soit productive était de tuer l'animal. Deux wakas nommés Matahorua et Tawhirikura, portant respectivement Kupe et sa famille d'une part, et Ngake, son beau-frère, ainsi que plusieurs autres pêcheurs d'autre part, partirent à la suite de Te Wheke. Après un long voyage, assimilé à une « danse joyeuse », les pirogues arrivèrent en vue d'un pays étrange, la Nouvelle-Zélande.
Te Wheke-a-Muturangi est par conséquent essentielle dans la genèse mythologique des Marlborough Sounds. C'est en effet dans ce réseau de vallées immergées qu'elle se cache, dans la grotte Te Ana o Te Wheke a Muturangi, puis qu'elle rencontre pour la dernière fois Kupe et qu'elle y est tuée par lui, d'un coup porté de bas en haut. L'île Arapaoa signifie précisément « coup porté de bas en haut »,. Le sang de l'animal aurait ensuite coulé par le canal de Tory, dont le nom maori est Kura Te Au soit « rouge de sang ». De fait, l'eau de celui-ci a des teintes rougeâtres, qui sont principalement dues à la forte densité de plancton et de krill.
Le lieu exact du combat est l'entrée de la baie de Tōtaranui, plus précisément la baie Te Moana o Raukawa. Le coup décisif aurait coupé la pieuvre en deux. Suivant une version de la légende, un des yeux de Te Wheke-a-Muturangi aurait été déposé sur l'île Arapaoa, et l'autre sur Ngāwhatu Kai-ponu, c'est-à-dire les Brothers. D'après une autres interprétation, chacun des yeux aurait été déposé sur l'un des roches des Brothers qui auraient été pour cela déclarés tapu, un karakia ayant été chanté après la mort du monstre,.